# Beglik Tash

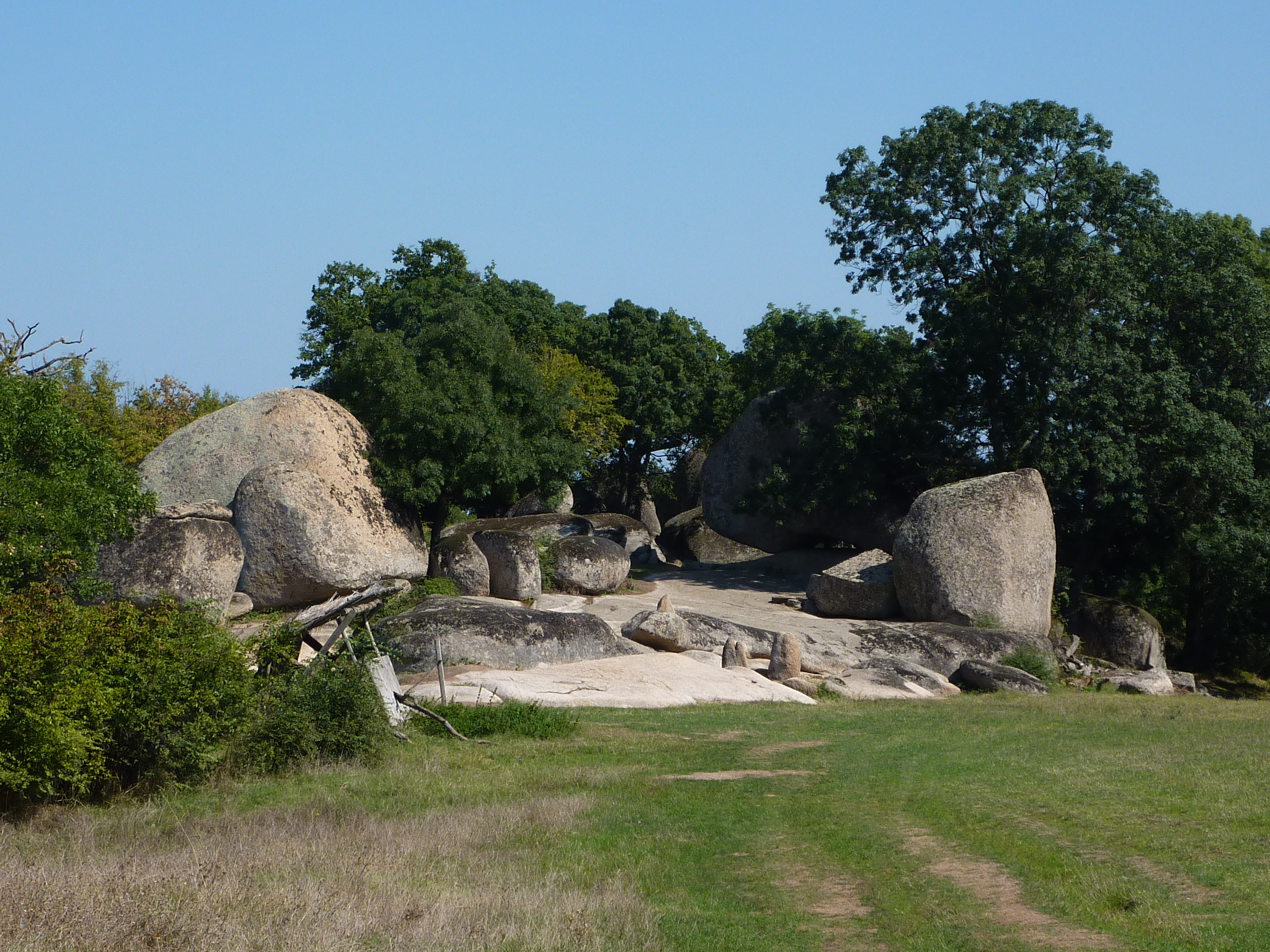
Vista general

Beglik Tash és un santuari traci de roca situat a la costa sud de la mar Negra de Bulgària, a pocs quilòmetres al nord de la ciutat de Primorsko.
Beglik Tash és un fenomen natural d'enormes megàlits disposats i tallats per una tribu tràcia i després utilitzats en cerimònies religioses. És part d'una àrea més àmplia al voltant i una formació rocosa natural de grans blocs monolítics d'origen volcànic que es formaren pel magma endurit produït per l'erupció d'un volcà actiu durant l'era mesozoica. En l'actualitat, el museu a l'aire lliure el manté la Societat Històrica de Burgàs. La majoria dels megàlits tenen restes de talles dels efectes dels rituals tracis. També hi ha les restes d'un laberint obert als visitants. El rellotge de sol que hi ha és traci i és format amb grans pedres. També hi ha una roca enorme, dempeus sobre dos punts, i una cova, semblant a una faldilla.